# عبدو ترائوره (بازیکن فوتبال، زاده ۱۹۸۱)
عبدو ترائوره (انگلیسی: Abdou Traoré؛ زادهٔ ۵ اوت ۱۹۸۱) بازیکن فوتبال اهل مالی بود.
از باشگاه‌هایی که در آن بازی کرده است می‌توان به باشگاه ورزشی جولیبا اشاره کرد.